# 省道 (服装)

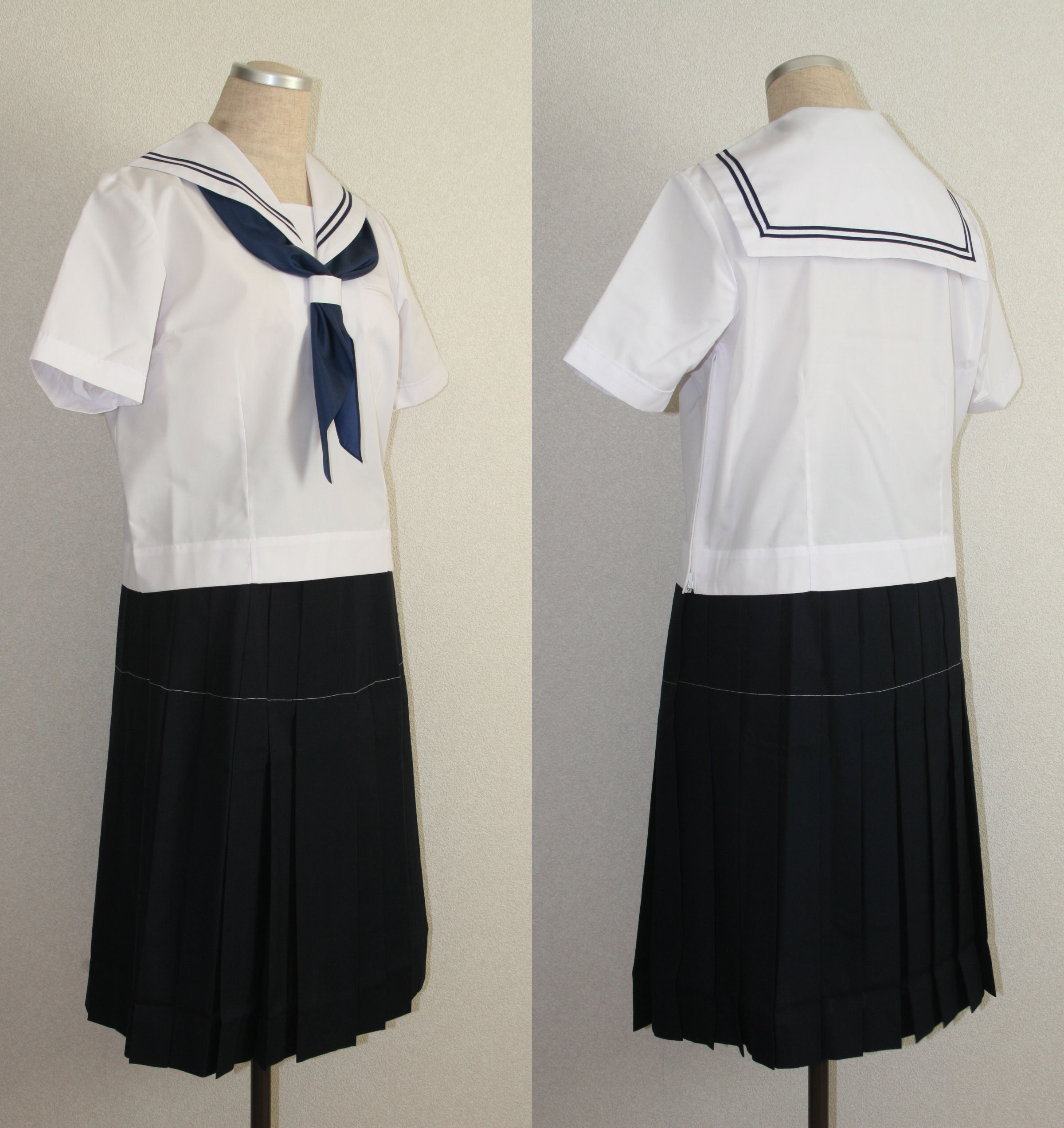
日本学生服，上衣前后片均有腰省道

省道，將衣料與身材之間的余量部分使用裁縫折疊，即用平面的布包覆人體某部位曲面時，根據曲面曲率的大小而摺疊縫合進去的多餘部分，以增加服裝的立體感。在13世纪之時省道開始應用於服裝中。按省道所在服装部位，分為：肩省、領省、袖窿省、腰省、腋下省、側省等。
在衬衫中常用的省道有：
- 腰省：用於收腰。
- 胸省：將乳房前部的衣料余量缝合，以容納胸位。